# Balladins
 (février 2018).
Balladins (stylisé « balladins ») est une chaîne d'hôtels créée en 1985, qui regroupe plus de 50 hôtels en France et Belgique. L'enseigne fait partie du groupe So-Hô ! depuis juin 2018.

## Histoire
La chaîne d'hôtels Balladins a été créée par le groupe Azoulay en 1985.
En 1993 elle est reprise par Hôtels & Compagnie puis en 2002 par  Envergure (Groupe le Louvre).
En 2005 Envergure qui avait entamé depuis deux ans, une refonte de ses marques (Bleu Marine, Climat de France, Campanile, Kyriad, Première Classe, Nuit d'Hôtel) se sépare de la marque,de ses 38 hotels et des contrats de franchise à RMH Hotels.
Créé en 1997, RMH Hotels (Richer Management Hôtelier) compte alors 18 hôtels en région parisienne . RMH développe la marque etla décline sous trois enseignes selon la catégorie (Express, Comfort, Superior) et, finalement, revend en 2007 à une société de Capital Risques (CBRE) sous l'enseigne Dynamique Hôtels Management[source insuffisante].
En 2013 Alain Brière, après 16 ans passé chez Louvre Hôtels, est nommé Directeur Général Délégué. Le groupe compte alors 150 hôtels.
Au 31/12/2017, le bilan de  Dynamique Hôtels Management enregistre 67 millions de pertes cumulées. De 2007 à 2009 DHM a acheté à prix fort (140 millions d'euros des hôtels en Allemagne sans retour sur investissement) et a du mettre en vente divers actifs dont les 58 fonds de la chaîne les Balladins.
En juin 2018, deux salariés,  Fabrice Beyer et David Morel via la société So-Hô !, reprennent la chaîne,.

### Identité visuelle

Logo de Balladins de 2009 à 2016
Logo de Balladins depuis 2016

### Slogans
- 1998 à 2002 : « Soyez malins, soyez Balladins. »
- 2002 à 2009 : « Partout sur votre chemin »
- depuis 2009 : « Partout, rien que pour vous... »

| Pays      | 1er hôtel | Fermeture | Nombre d'hôtels |
| --------- | --------- | --------- | --------------- |
| France    | 1985      |           | 51              |
| Belgique  | 2008      |           | 1               |
| Allemagne | 2008      | 2014      | 0               |